# Radio Sombor
Radio Sombor je radijska postaja iz Sombora.
Osnovana je 31. srpnja 1972. godine. Radio Sombor je veliku pozornost pridavao višejezičnosti, pa je emitirao program na srpskom i na mađarskom, a od 2009. je počeo emitirati jednosatnu tjednu emisiju na hrvatskom jeziku «Glas Hrvata» koja ide nedjeljom od 17 sati, prvo pod imenom Kronika tjedna.  Emisiju je producirala NIU Hrvatska riječ, a nakon što je NIU ukinuo svoje radijsko i televizijsko uredništvo, emisiju producira Hrvatsko kulturno društvo «Vladimir Nazor» iz Stanišića, koje je, da se ne bi ukinula rado slušana emisija, donio odluku o preuzimanju produkcije. Emisiju danas uređuje i vodi dopisnik Hrvatske riječi Zlatko Gorjanac.
Vrlo je slušan regionalni radio, a smatra se da mu je čujnost do 100 km. Od 2010. je u značajnoj financijskoj krizi; od 25. veljače 2011. mu je onemogućeno emitiranje zbog isključenja struje.

## Vanjske poveznice
- Radio Sombor